# أفعوانيات العيون
أفعوانيات العيون (الاسم العلمي:†Ophiacodontidae) هي فصيلة منقرضة من الزواحف تتبع أصنوفة البليكوصوريات الحقيقية من شبيهات الزواحف.

## الأجناس
- أفعواني العيون